# María Teresa Browne
María Teresa Browne Urrejola es una diseñadora gráfica y política chilena, que se desempeñó entre marzo y julio de 2018 como gobernadora de la provincia de Biobío, durante el segundo gobierno del presidente Sebastián Piñera.

## Biografía
Nació en Santiago, es hija de Pedro Browne Covarrubias y Teresa Urrejola Monckeberg; hermana del exdiputado Pedro Browne. Egresó del Colegio Santa Úrsula de Vitacura, Santiago de Chile. Egresó de diseño gráfico con mención en marketing de la Universidad Finis Terrae. Según su perfil, "posee más de 20 años de experiencia laboral, pero al mismo tiempo destaca su acción social en el ámbito social".
Tras contraer matrimonio, se asentó en Los Ángeles, donde vive desde 1995. Se desempeñó en la Sede Los Angeles de la «Fundación María Ayuda»; directora de la Sede Los Angeles del Hogar de Cristo; profesora de la Escuela Rural de Luanco. En el ámbito del marketing, ha sido jefa de campañas publicitarias en Artin S.A. y Marinetti.

## Carrera política
Aunque es independiente políticamente, apoyó en 2013 la candidatura parlamentaria de Cristóbal Urruticoechea.
El 11 de marzo de 2018 asumió como gobernadora de la provincia de Biobío, designada por el presidente Sebastián Piñera. Sin embargo, renunció al cargo el 18 de julio del mismo año.

El servicio público es una de las actividades más nobles de la sociedad (…)  las exigencias y responsabilidades de los cargos en sus diferentes niveles hacen que muchas veces sean incomprendidos
Browne, comunicado del 18 de julio de 2018.